# BioRxiv
O bioRxiv (pronuncia-se, em inglês, "bio-archive") é um repositório aberto de pré-publicação direcionado as ciências biológicas fundado em novembro de 2013. Ele é hospedado pelo Cold Spring Harbor Laboratory (CSHL). Sendo preprints (pré-publicações) os artigos listados no bioRxiv não são revisados por pares. Os leitores podem comentar nas pré-impressões, ajudando na avaliação de seu conteúdo.
O bioRxiv foi inspirado no repositório arXiv, que foca na área de física e ciências relacionadas, lançado em 1991 por Paul Ginsparg (que também faz parte do conselho consultivo do bioRxiv).
O bioRxiv recebeu apoio financeiro do CSHL, da Lourie Foundation. e da Chan Zuckerberg Initiative.
Antes do estabelecimento do bioRxiv, as opiniões dos biológos dividiam-se na questão de ter um repositório de acesso aberto dedicado a pré-prints. Muitos tinham preocupações de ter suas pesquisas "roubadas" pelos concorrentes. No entanto, mesmo antes do bioRxiv, vários geneticistas já enviavam artigos para a seção de biologia quantitativa  do repositório arXiv e usavam os pré-prints para apoiar suas alegações de descoberta.
Como resultado da popularidade do bioRxiv, vários periódicos de biologia atualizaram suas políticas sobre pré-prints, esclarecendo que não consideram as pré-prints uma 'publicação prévia' para os fins da regra de Ingelfinger . Mais de 20.000 tweets foram feitos sobre pré-prints hospedadas no bioRxiv em 2015.  Em julho de 2017, o número de envios mensais excedeu 1.000. Em 31 de dezembro de 2019, mais de 68.000 artigos foram aceitos no total.
Um serviço chamado Rxivist combina pré-impressões do bioRxiv com dados do Twitter para classificar os pré-prints.
O MedRxiv e seu site irmão, bioRxiv, têm sido grandes fontes de divulgação da pesquisa COVID-19.